# Andrena chapmanae
Andrena chapmanae là một loài Hymenoptera trong họ Andrenidae. Loài này được Viereck mô tả khoa học năm 1904.